# Peter Boeker
Peter Boeker (* 11. Mai 1916 in Oldenburg; † 12. Januar 1986 in Bonn) war ein deutscher Pflanzenbau- und Grünlandwissenschaftler.

## Leben und Wirken
Boeker, Sohn eines Landwirtschaftslehrers und Futterpflanzenzüchters, studierte seit 1946 Landwirtschaft an der Universität Bonn und promovierte dort 1950 bei Ernst Klapp mit einer Dissertation über Pflanzengesellschaften der Dauerweiden. Nach mehrjähriger Assistentenzeit bei Klapp habilitierte er sich 1957 in Bonn für das Fachgebiet Acker- und Pflanzenbau. 1960 ging er als Dozent für Landwirtschaft an die Universität Izmir (Türkei). 1962 kehrte er nach Bonn zurück. 1965 wechselte er als Wissenschaftlicher Rat und Professor an das Institut für Acker- und Pflanzenbau der Universität Hohenheim. Von 1969 bis 1981 war er Inhaber des Lehrstuhls für Allgemeinen Pflanzenbau an der Universität Bonn.
Seine Hauptarbeitsgebiete waren die Grünlandwirtschaft, der Futterbau und die Rasenforschung. Boeker war Mitbegründer der Deutschen Rasengesellschaft und zwanzig Jahre Vorsitzender dieser Fachgesellschaft. Bis 1986 gehörte er zu den Mitherausgebern der Zeitschrift "Rasen - Turf - Gazon". Nach dem Tode von Ernst Klapp hat er dessen "Gräserbestimmungsschlüssel" (2. Aufl. 1978) und dessen "Taschenbuch der Gräser" (11. Aufl. 1983) neubearbeitet und herausgegeben. Boekers praxisorientierte Forschungsarbeiten fanden ihre Anerkennung durch die Verleihung der Goldenen Plakette der Landwirtschaftskammer Rheinland. Von 1964 bis 1969 war Boeker Geschäftsführer und von 1973 bis 1978 stellvertretender Vorsitzender der Gesellschaft für Pflanzenbauwissenschaften.

## Schriften (Auswahl)
- Die Pflanzengesellschaften der Dauerweiden im Landkreis Bonn und ihre Beziehungen zur Bewirtschaftung und zu den Standortsverhältnissen. Diss. agr. Bonn 1950. - Auszug in: Zeitschrift für Acker- und Pflanzenbau Bd. 93, 1951, S. 287–307.
- Basenversorgung und Humusgehalte von Böden der Pflanzengesellschaften des Grünlandes. Habil.-Schr. Bonn 1957. Zugl. Decheniana-Beihefte Nr. 4, 1957, S. 1–101.
- Die Wurzelmassenentwicklung einiger Untergräser. In: Das wirtschaftseigene Futter Bd. 20, 1974, S. 82–94.
- Intensive Standweide – Ja oder Nein?. In: Landwirtschaft – Angewandte Wissenschaft. Vortragsreihe der 32. Hochschultagung der Landwirtschaftlichen Fakultät der Universität Bonn vom 3. und 4. Oktober 1978 in Bonn. Landwirtschafts-Verlag Münster-Hiltrup 1978, S. 49–58.